# Colletes foveolaris
Colletes foveolaris är en biart som beskrevs av Pérez 1903. Colletes foveolaris ingår i släktet sidenbin, och familjen korttungebin. Inga underarter finns listade i Catalogue of Life.